# Sport en Nouvelle-Zélande
Le sport en Nouvelle Zélande  est largement influencé par l'histoire du pays, ancienne colonie britannique. Parmi les sports les plus populaires se trouvent donc le rugby (particulièrement à XV), le cricket et le netball, ainsi que le golf, le nautisme, l'aviron et en moindre mesure le football. Des sports d'hiver sont également populaires comme le ski et le snowboard, grâce à la présence des Alpes du Sud.
Les couleurs des équipes nationales ne sont pas celles du drapeau néo-zélandais mais le noir et le blanc. Le symbole le plus utilisé est une fougère d'argent silver fern. Généralement, les équipes masculines ont dans leur nom le mot « Blacks » (All Blacks, Tall Blacks, etc), et les équipes féminines « Ferns » (Black Ferns, Tall Ferns, etc).
La Nouvelle-Zélande a compté des succès sportifs dans des domaines autres que le rugby à XV, comme en athlétisme avec des coureurs comme Peter Snell ou en yachting grâce à ses victoires dans la Coupe de l’America en 1995 et 2000, mais c’est de loin le rugby à XV qui lui a procuré le plus grand nombre de succès et une plus grande visibilité dans le monde.

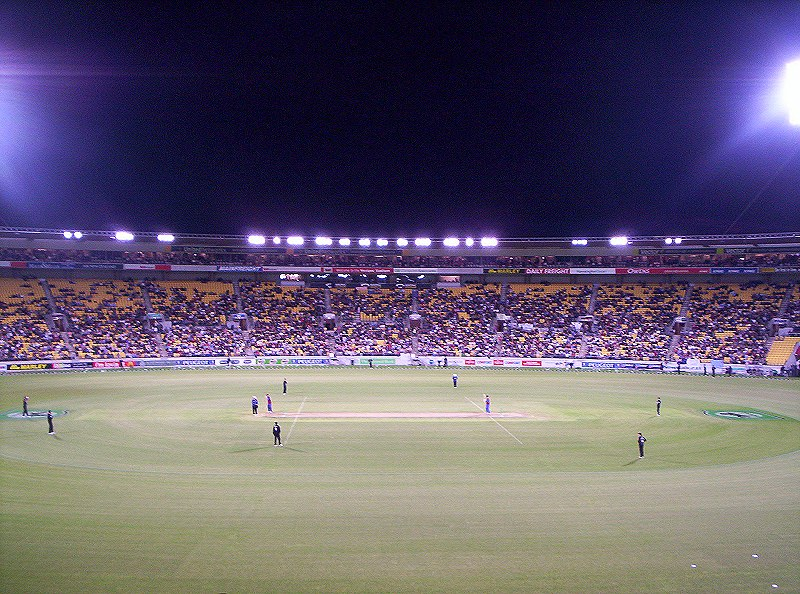
Westpac Stadium de Wellington

## Rugby à XV

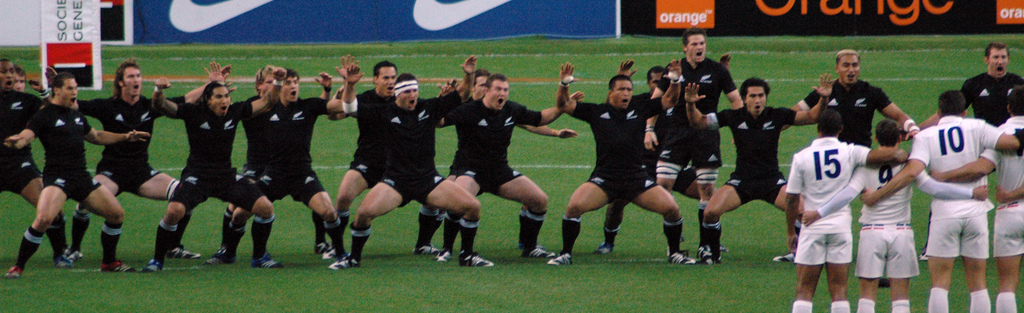
Les All Blacks faisant le haka en novembre 2006

Contrairement à leurs voisins australiens ou aux pays concernés par le Tournoi des Six Nations, le rugby à XV est le sport le plus populaire en Nouvelle-Zélande, celui qui est pratiqué de préférence par les sportifs les plus talentueux du pays et celui qui attire le plus de spectateurs. Depuis les premiers succès de l’équipe néo-zélandaise à la fin des années 1880, le rugby à XV a permis à la Nouvelle-Zélande d’être mieux connue sur le plan international et, avec les succès des All Blacks au début des années 1900, d’être reconnue comme une grande nation de sport.

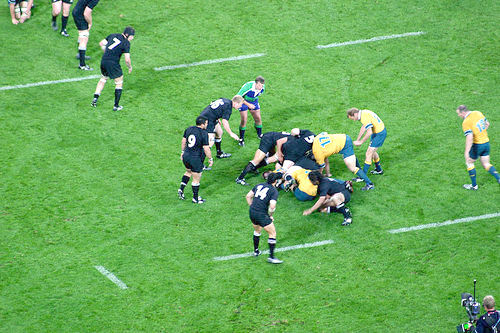
Rencontre All Blacks / Wallabies lors du Tri Nations

Le rugby à XV est le sport le plus populaire de Nouvelle-Zélande (bien que suivi de près par le rugby à XIII), il attire principalement les meilleurs sportifs du pays et aussi ceux des îles voisines de l’Océanie. L’équipe de Nouvelle-Zélande, surnommée les All Blacks, dispute chaque année le Four Nations contre les équipes d'Argentine, d’Australie et d’Afrique du Sud, elle effectue aussi régulièrement des tournées pour se confronter aux équipes européennes et rencontre ces équipes tous les quatre ans lors de coupe du monde de rugby.
Les All Blacks sont régulièrement favoris pour remporter la coupe du monde de rugby. Ils ont gagné cette épreuve en 1987 et en 2011, puis en 2015. Ils ont un palmarès inégalé dans le rugby à XV avec un fort pourcentage de victoires en test matchs, leur premier succès est acquis dès 1903 contre l’équipe d’Australie. Ils sont aussi connus pour leur tenue tout en noir et leur chant de guerre, le fameux Kapa o Pango, qu’ils interprètent avant chaque test match pour impressionner l’adversaire.

## Rugby à XIII
À l'opposé de l'Australie, où le rugby à XIII est la forme de rugby la plus jouée et la plus populaire, en Nouvelle-Zélande le sport est semi-professionnel et est bien suivi, surtout par la population Maori. Le National Rugby League australien est toutefois assez populaire, incluant une équipe néo-zélandaise, les New Zealand Warriors. En 2008, l'équipe de Nouvelle-Zélande de rugby à XIII a remporté la 13e Coupe du monde de rugby à XIII.

## Cricket

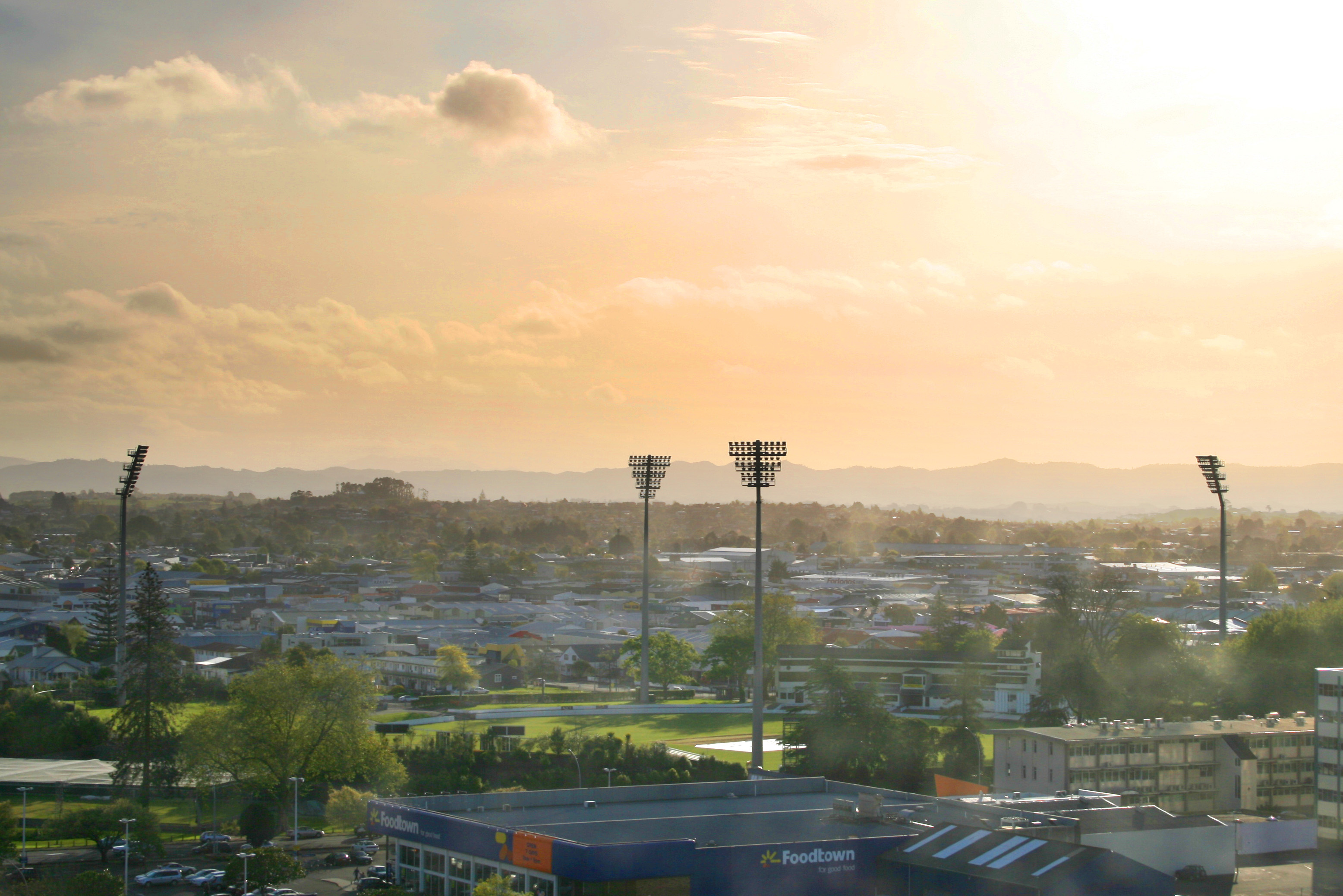
Stade de cricket du Waikato

Le cricket est communément désigné le « sport d'été » de la Nouvelle-Zélande, qui est l'une des dix nations pouvant jouer des matchs de Test cricket. Les compétitions nationales ne sont pas aussi suivies que pour le rugby à XV mais attirent toutefois de nombreux spectateurs. Six équipes s'affrontent notamment lors du State Championship, organisé depuis 1906-1907. L'équipe nationale de cricket, dont les joueurs sont surnommés les Black Caps, a disputé son premier test en 1930. Elle a remporté l'ICC KnockOut en l'an 2000.

## Netball
Le netball, similaire au basket-ball, est en Nouvelle-Zélande un sport principalement féminin. Il est assez suivi par les médias, l'équipe nationale féminine étant le plus souvent victorieuse.

## Nautisme

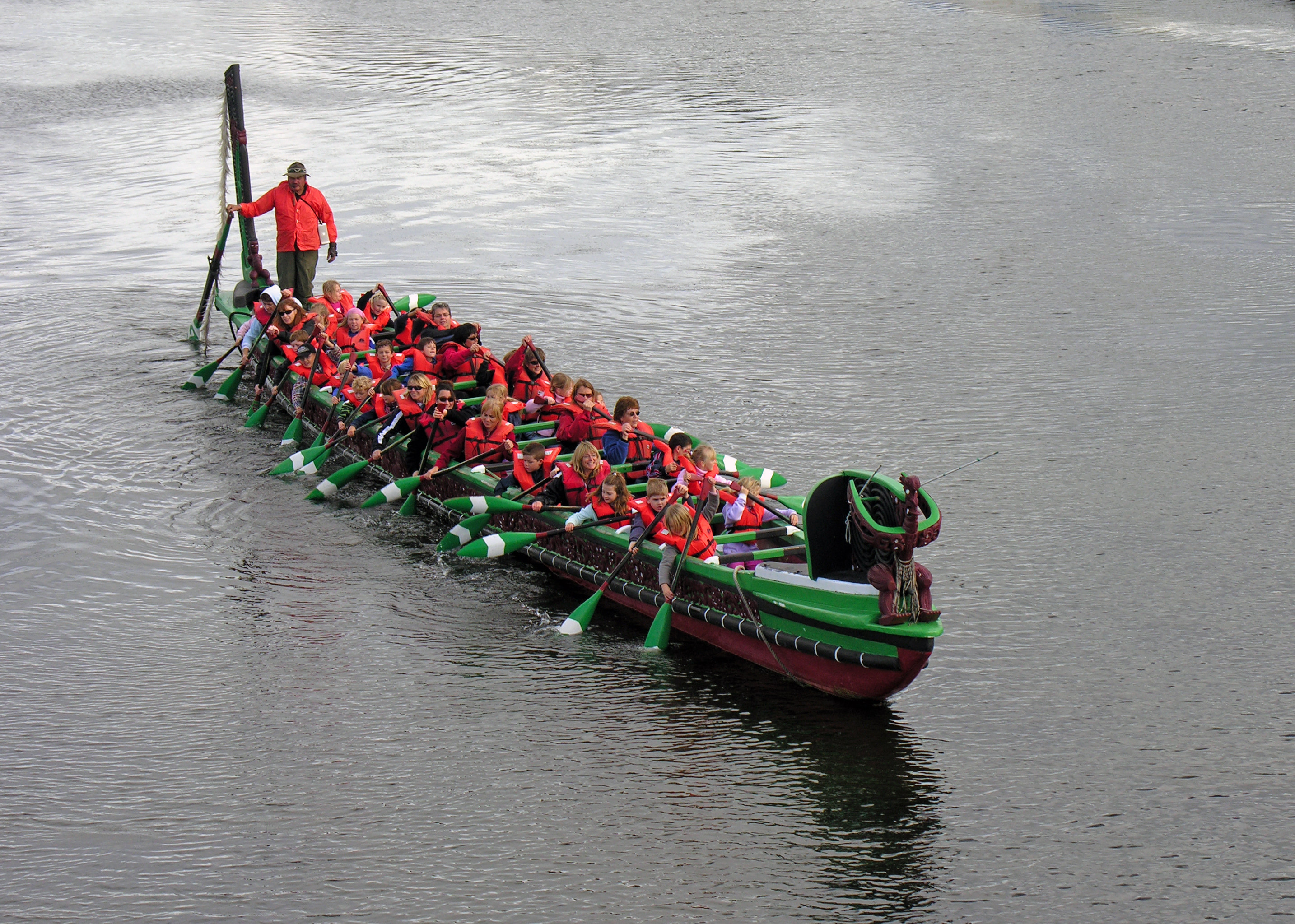
Cours de waka ama

Auckland accueillit la Coupe de l'America en 2000 et 2003 ; Team New Zealand gagna en 1995 et 2000.
Les Maoris ont depuis plusieurs décennies repopularisé le sport de courses de waka, waka ama.

## Football
Le football est beaucoup moins populaire en Nouvelle-Zélande que dans d'autres pays. L'équipe de Nouvelle-Zélande de football n'a participé aux phases finales de la Coupe du monde de football que deux fois. Lors de sa première qualification en phases finales en 1982, elle est éliminée au premier tour. Elle se qualifie cependant à nouveau pour l'édition 2010 en Afrique du Sud, accrochant notamment un match nul contre les ex-champions du monde italiens, mais n'atteignant pas les huitièmes de finale. La seule équipe professionnelle du pays, Wellington Phoenix FC, joue dans le Championnat d'Australie de football.

## Basket-ball
L'équipe nationale s'appelle les Tall Blacks ; plusieurs joueurs néo-zélandais jouent dans la NBA, dont Sean Marks des Portland Trails Blazers

## Tennis
Parmi les joueurs de tennis les plus célèbres on trouve Anthony Wilding, natif de Christchurch.

## Alpinisme
Edmund Hillary, le premier homme à atteindre le sommet de l'Everest avec le sherpa Tensing Norgay, est originaire de Nouvelle-Zélande.

## Golf
Le golf est le sport le plus pratiqué par les hommes en Nouvelle-Zélande (26 % de participation masculines). L'Open de Nouvelle-Zélande se déroule tous les ans à Christchurch

## Football australien
La Nouvelle-Zélande a participé à chaque Coupe internationale de football australien, un événement international de football australien organisé tous les trois ans en Australie (bien que l'Australie ne participe pas).

### Histoire
Le football australien a une longue histoire en Nouvelle-Zélande, qui remonte à l'époque coloniale. Les clubs de Nouvelle-Zélande jouaient à des jeux en utilisant des règles similaires à celles codifiées par le Melbourne Football Club (alors connu sous le nom de « football victorien », qui sont devenues les règles standard du football australien), en utilisant un mélange de règles de football australien, de football, et de rugby.
Le premier véritable club de football australien en Nouvelle-Zélande a été fondé, le Reform Football Club, fondé à Wellington en 1879 pour « jouer selon les règles victoriennes »,. Peu de temps après, il a été rapporté que plusieurs clubs avaient été fondés à Nelson, ainsi qu'un à Dunedin.
Plusieurs ligues régionales et un championnat provincial furent fondés au début des années 1900, après le regain de popularité du sport en raison de l'immigration.
La Nouvelle-Zélande et les six états australiennes ont participé au Carnaval de Melbourne de 1908, organisé au Melbourne Cricket Ground pour célébrer les 50 ans du football australien. La Nouvelle-Zélande a été placée dans la Section B avec la Nouvelle-Galles du Sud, le Queensland et la Tasmanie. La Nouvelle-Zélande a terminé deuxième de ce groupe, battant la Nouvelle-Galles du Sud et le Queensland mais perdant contre la Tasmanie (qui a terminé première). La Nouvelle-Zélande a également affronté Victoria, mais a perdu largement. Cependant, plus tard, le Conseil australien du football a cessé de financer ce sport en dehors de l'Australie.
Après la Seconde Guerre mondiale, des efforts ont été déployés pour regagner la popularité de ce sport en Nouvelle-Zélande. En 1961, pendant l'intersaison du club, le Melbourne Football Club a disputé un match d'exhibition en Nouvelle-Zélande, le premier match du genre. En 1965, un club basé à Sydney, le Western Suburbs Magpies AFC, a disputé un match d'exhibition à Auckland, qui a été regardé par plus de 700 spectateurs, renouvelant ses appels au réaménagement d'une ligue dans le pays.
En 1974, les compétitions seniors reviennent à Auckland, Christchurch et Wellington.
En 1978, la Nouvelle-Zélande a envoyé une équipe jouer contre la South West Gippsland Football Association. Il s'agissait du premier match international enregistré de l'équipe.
En 1980, la Victorian Football League (VFL), la meilleure ligue du jeu à l'époque, a vendu ses tout premiers droits de diffusion à l'étranger à la Nouvelle-Zélande, les moments forts et la grande finale y étant diffusés en direct pour la première fois. En 1984, la série des Finales a également été télévisée.
Le jeu s'est rapidement développé en Nouvelle-Zélande dans les années 1990, et s'est poursuivi jusqu'au 21e siècle. La Nouvelle-Zélande compte désormais plusieurs ligues et un championnat régional dans ce sport, et l'Australian Football League (AFL) est retransmise en direct à la télévision en Nouvelle-Zélande.

### Matchs de l'AFL

#### Matchs d'exhibition
| Date            | Ville      | Stade                   | Équipes          | Équipes   | Attendance |
| Date            | Ville      | Stade                   | Domicile         | Extérieur | Attendance |
| --------------- | ---------- | ----------------------- | ---------------- | --------- | ---------- |
| 5 octobre 1991  | Auckland   | Western Springs Stadium | Geelong          | St Kilda  | 8 500      |
| 1 mars 1998     | Wellington | Basin Reserve           | Melbourne        | Sydney    | 7 820      |
| 29 janvier 2000 | Wellington | Westpac Stadium         | Western Bulldogs | Hawthorn  | 11 666     |
| 2001            | Wellington | Westpac Stadium         | Brisbane Lions   | Adélaïde  | 7 500      |

#### Matchs de la saison
St Kilda a signé un accord avec le Conseil municipal de Wellington pour jouer un match à Wellington le Journée de l'Anzac en 2013, 2014 et 2015.
|               |                                  |        |                           |                                            |               |
|               | Matchs d'AFL en Nouvelle-Zélande |        |                           |                                            |               |
| 25 avril 2013 | St Kilda 9.9 (63)                | v. par | Sydney 11.13 (79)         | Westpac Stadium, Wellington (att.: 22 546) | Rapport Vidéo |
| 25 avril 2014 | St Kilda 11.13 (79)              | v. par | Brisbane Lions 12.10 (82) | Westpac Stadium, Wellington (att.: 13 409) | Rapport Vidéo |
| 25 avril 2015 | St Kilda 12.9 (81)               | v. par | Carlton 18.13 (121)       | Westpac Stadium, Wellington (att.: 12 125) | Rapport Vidéo |
|               |                                  |        |                           |                                            |               |

## Sports Mécaniques

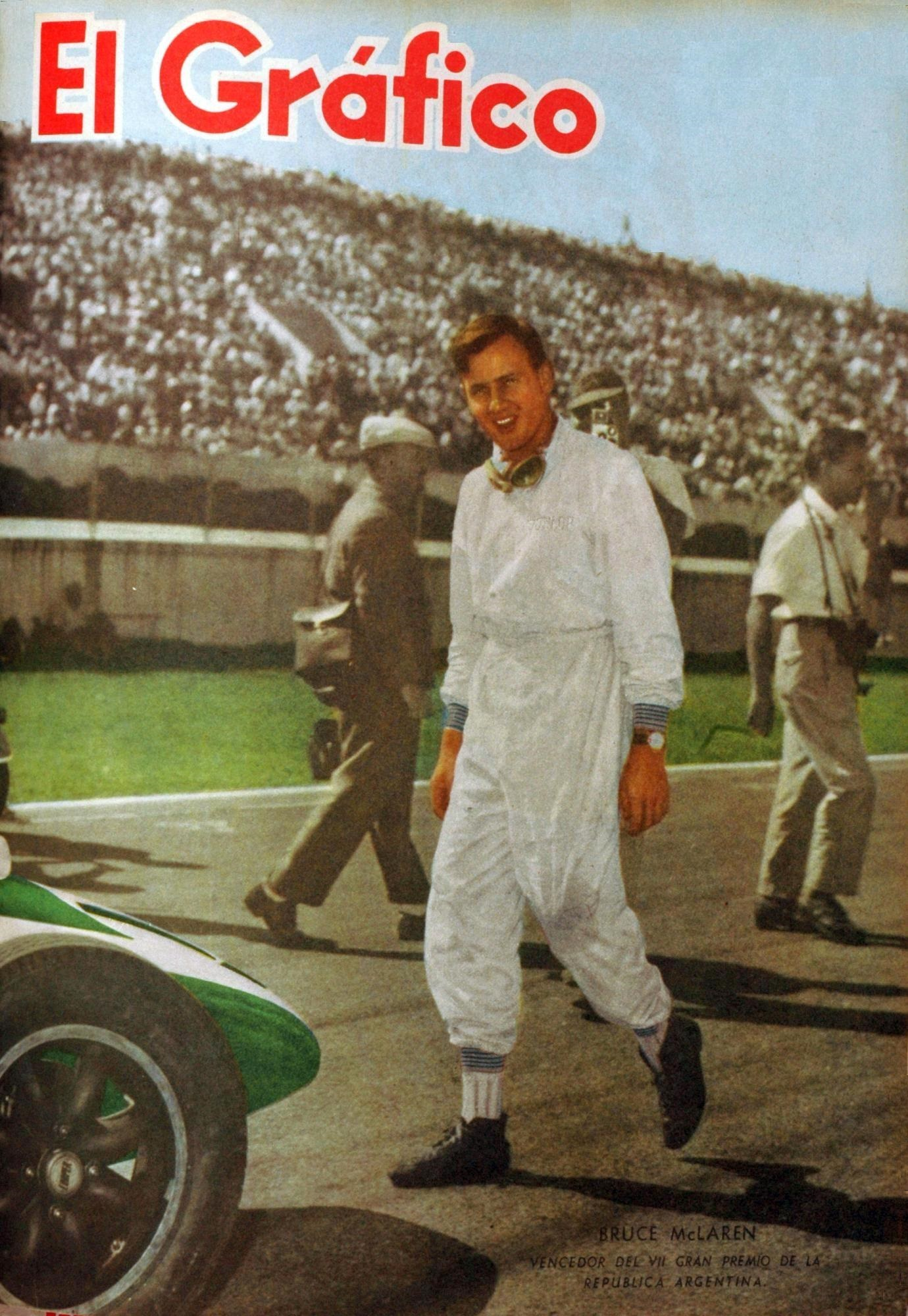
Bruce McLaren en 1960.

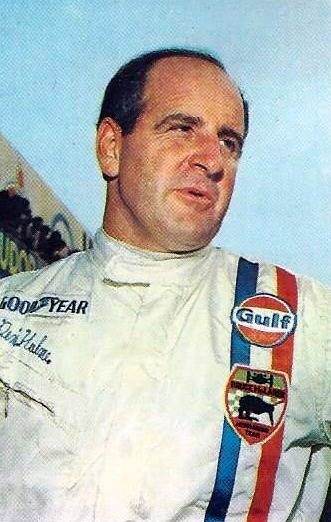
Denis Hulme en 1970.

Denny Hulme a remporté 8 Grand Prix de Formule 1 entre 1967 et 1974 et a été sacré Champion du Monde en 1967. Il est actuellement le seul pilote néo-zélandais sacré dans cette discipline.
Bruce McLaren a remporté 4 victoires en Grand Prix de Formule 1 entre 1959 et 1970. En s’imposant au Grand Prix des États-Unis en 1959, il devient le plus jeune vainqueur de la discipline à 22 ans. Son record de précocité ne sera battu qu'en 2003 par Fernando Alonso. Il est également connu pour avoir fondé l'écurie McLaren Racing (aujourd'hui britannique), qui existe encore à l'heure actuelle et qui a remporté à 8 reprises le titre constructeur en Formule 1.
De 1964 à 1976 les Tasman Series (officieusement connues comme étant le Championnat d'Océanie de Formule 1) permettent aux pilotes néo-zélandais d'affronter les meilleurs pilotes mondiaux durant les mois de janvier et février. Bruce McLaren et Chris Amon (qui remportent les 24 Heures du Mans 1966) ainsi que Graham McRae remportent cette compétition. Le Grand Prix de Nouvelle-Zélande, une épreuve de ce championnat aujourd'hui défunt, se déroule toujours annuellement. En 2015, Earl Bamber remporte les 24 Heures du Mans.
Toutefois les pilotes néo-zélandais s'exportent plus souvent dans les championnats américains. Scott Dixon remporte à quatre reprises le championnat national.